# Augusto Palacios
Pour les articles homonymes, voir Palacios.
Augusto Palacios, de son nom complet Ángel Augusto Palacios Valdivieso (né le 23 décembre 1951 à Lima), est un footballeur international péruvien qui évoluait au poste d'attaquant. 
Outre le Pérou, il a évolué dans plusieurs pays (Costa Rica, Hong Kong, Venezuela, Finlande, Allemagne de l’Ouest, Australie et Afrique du Sud) d’où son surnom de Trotamundos « globe-trotter ». Il est actuellement entraîneur.

## Biographie

### Carrière de joueur
Même s'il a joué dans huit pays différents au cours de sa carrière, Augusto Palacios remporte tous ses titres de joueur dans son pays natal. Il est sacré champion du Pérou à trois reprises en 1972, 1975 et 1984 avec le Sporting Cristal, l'Alianza Lima et le Sport Boys, respectivement. Préalablement, il avait été champion de 2e division avec l'Atlético Deportivo Olímpico (ADO) en 1970.
International péruvien dans les années 1970, il dispute six machs en équipe nationale dont une rencontre valable pour les éliminatoires de la Coupe du monde 1978, lorsqu'il remplace Percy Rojas face à l'Équateur, le 12 mars 1977 (victoire 4-0).

### Carrière d'entraîneur
Augusto Palacios a une longue expérience comme entraîneur en Afrique du Sud, son pays de résidence et dont il possède la nationalité. En effet, après avoir terminé sa carrière de joueur dans divers clubs sud-africains (Witbank Aces, AmaZulu FC et Manning Rangers), il entraîne deux fois le Kaizer Chiefs en 1990 et 1995. En 1993, il devient sélectionneur des Bafana Bafana qu'il dirige à huit reprises de janvier à octobre.
Son expérience la plus significative demeure celle sur le banc des Orlando Pirates, d'abord comme directeur sportif puis comme entraîneur principal lorsqu'il est sacré champion d'Afrique du Sud en 2012. Figure emblématique du club, il y est nommé à nouveau entraîneur en 2016, avec moins de succès cette fois-ci : il est débarqué des Orlando Pirates après une cuisante défaite 6-0 face au Mamelodi Sundowns, le 11 février 2017, match qui provoque la colère des supporters qui envahissent le terrain et s'en prennent à l'équipe. Palacios et ses joueurs parviennent à se réfugier dans les vestiaires.
En dehors de l'Afrique du Sud, il a l'occasion d'être le sélectionneur de l'équipe féminine de Hong Kong.

## Palmarès

### Palmarès de joueur
| Sporting Cristal - Championnat du Pérou (1) : - Champion : 1972. |  | Alianza Lima - Championnat du Pérou (1) : - Champion : 1975. |  | Sport Boys - Championnat du Pérou (1) : - Champion : 1984. |  | AD Olímpico - Championnat du Pérou D2 (1) : - Champion : 1970. |

### Palmarès d'entraîneur
Orlando Pirates
- Championnat d'Afrique du Sud (1) :
  - Champion : 2012.